# Silurus aristotelis
Silurus aristotelis és una espècie de peix de la família dels silúrids i de l'ordre dels siluriformes.

## Morfologia
Els mascles poden assolir els 46 cm de llargària total.

## Distribució geogràfica
Es troba a la Grècia peninsular.